# 宗角禄康公园

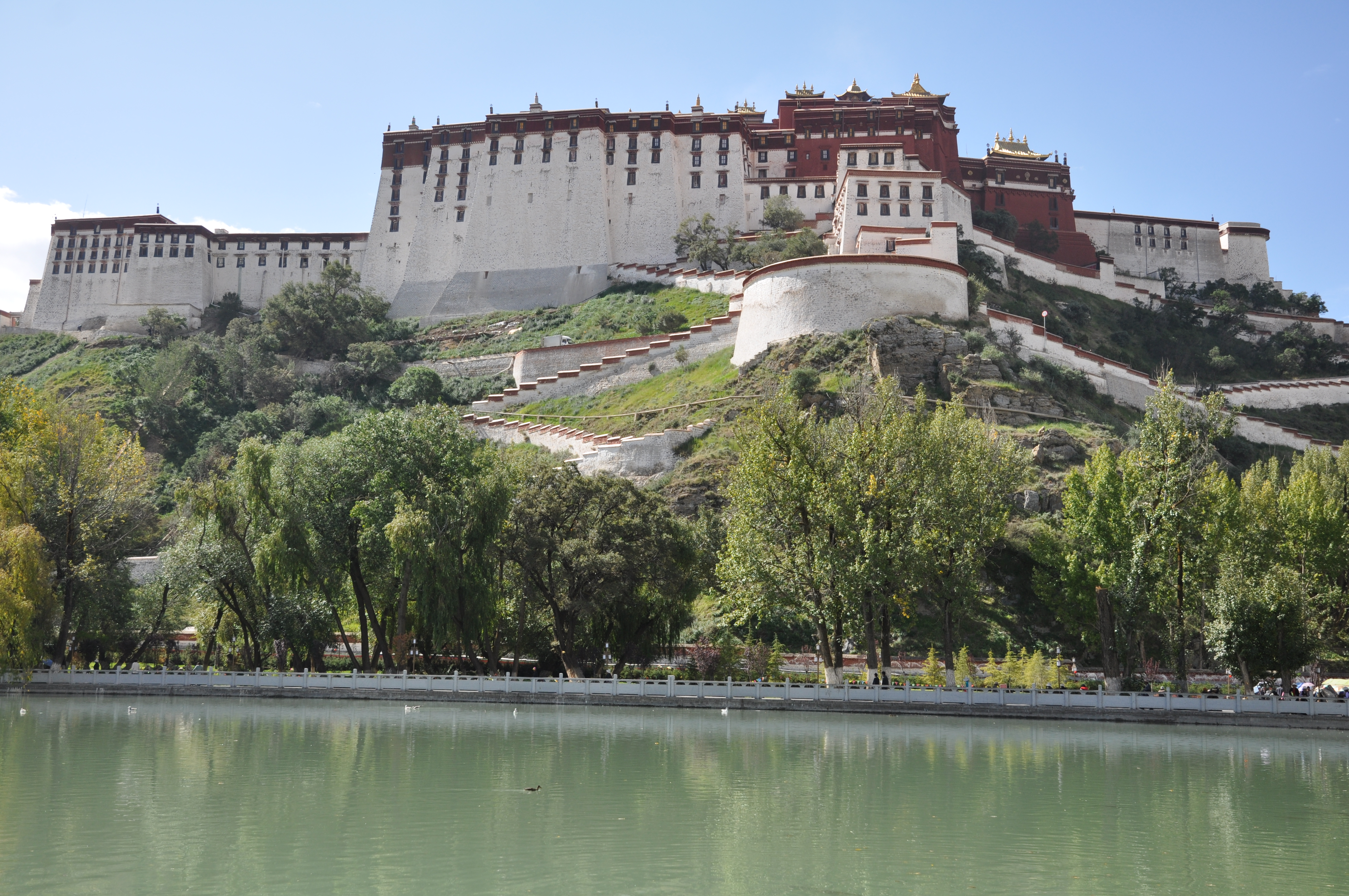
从宗角禄康南望布达拉宫

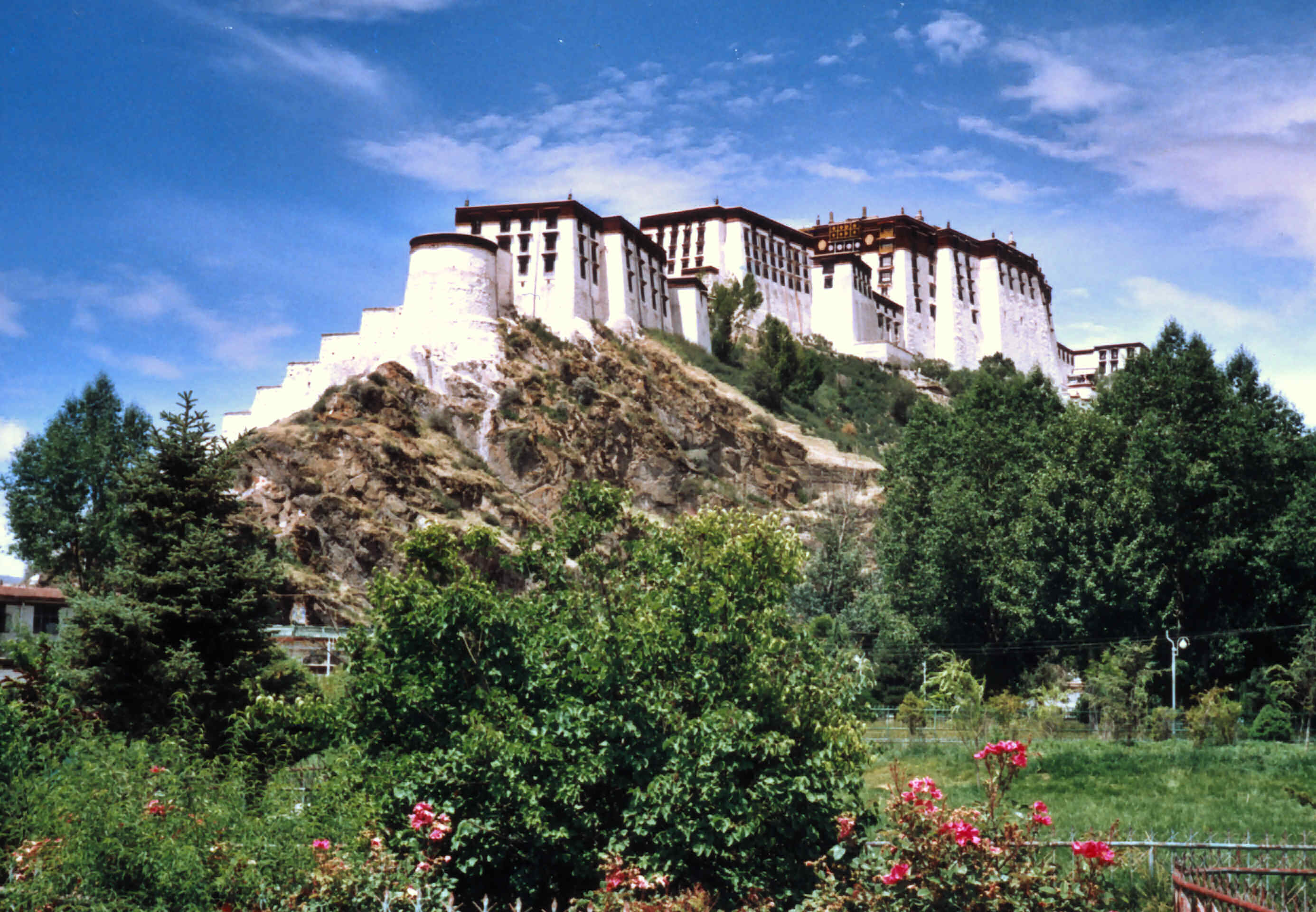
从宗角禄康东部向西南望布达拉宫

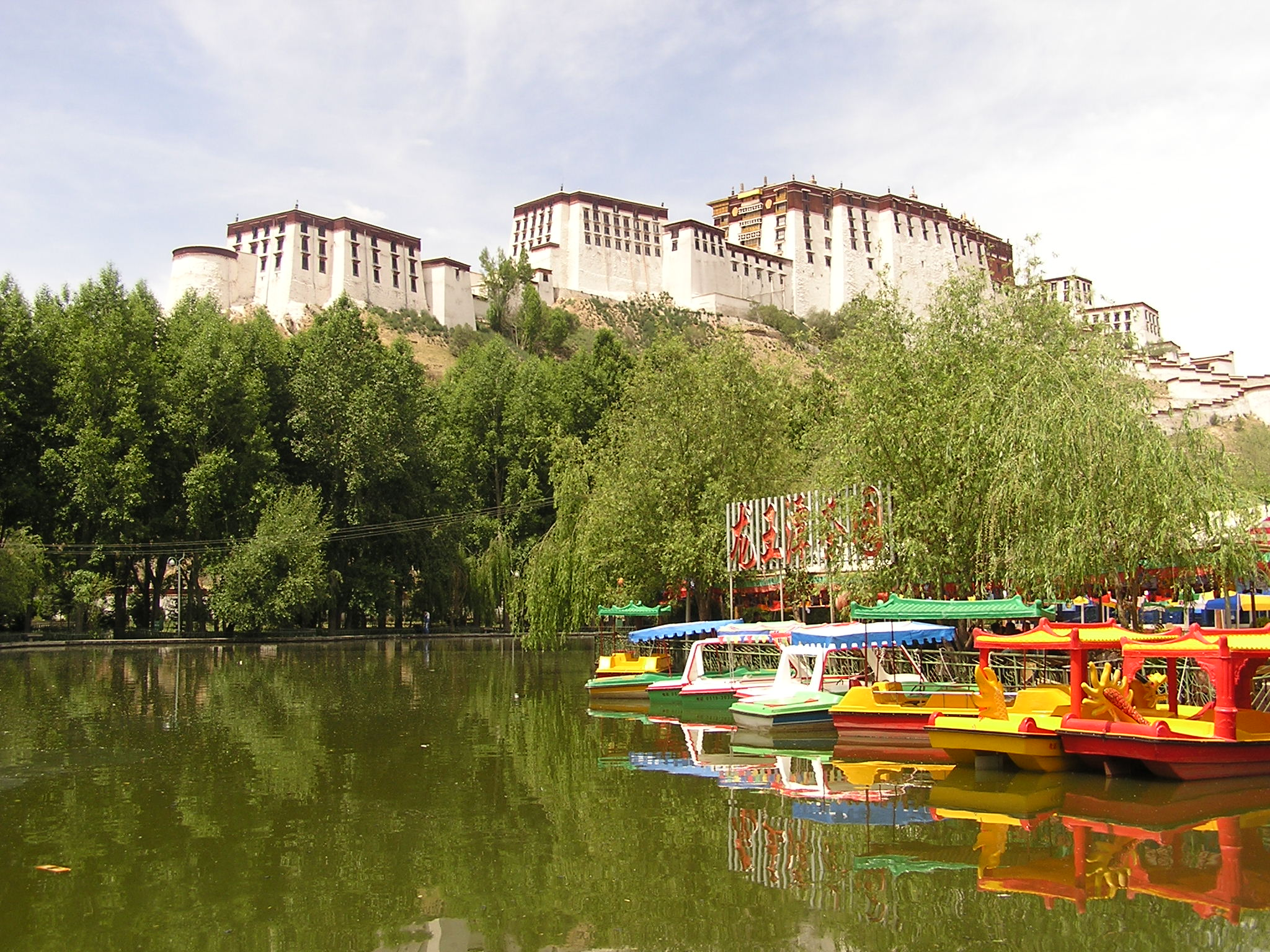
宗角禄康湖面上的游船

宗角禄康公园（藏語：རྫོང་རྒྱབ་ཀླུ་ཁང，威利转写：rdzong rgyab klu khang）是西藏自治区拉萨市的一座公园，位于布达拉宫东侧山脚下。

## 历史
宗角禄康位于布达拉山后，湖泊旁边种植着古柳树，景色迷人。藏语“宗角”意思为“宫堡后面”（宫堡指布达拉宫），“禄康”意为“禄神（今译鲁神）殿”。鲁神是藏传佛教和苯教对居于地下及水中的一类神灵之统称。“鲁神”常被汉译为“龙神”，进而被误传为汉人所称的龙王，所以汉语俗称宗角禄康中的湖为“龙王潭”。
17世纪布达拉宫扩建中，在此地大量取土，故积水而成潭。六世达赖时期，对此地进行整治，在潭中的小岛上按照藏传佛教仪轨中的坛城兴建了一座阁楼，并架设了一座宽3米多、长20余米的五孔石拱桥，使该小岛与外界连通。八世达赖、十三世达赖等，也都曾对此地进行整治并维修。
小岛上的阁楼高三层，其中第一、二层为全对称的十字形神殿，主供鲁神，此外还供奉据称是六世达赖从墨竹工卡迎请的女神墨竹赛钦，以及宝瓶坛城及众多护法神等等，神殿周围设有用以赏景的沿廊；阁楼顶层是六角形小殿，斗拱承檐，六角攒尖顶。阁楼建成后，此地成为禁苑，为拉萨少数僧俗贵族划牛皮船游玩之所，旁人平时禁止入内。藏历每年四月十五日的萨嘎达瓦节，人们来此神殿供奉墨竹赛钦女神，献哈达、施供品、点酥油灯。
西藏实行民主改革后，此地被辟为公园。起初这里商铺、茶馆林立，还可在湖边喂鱼，后来辟为封闭式公园。
因建设城市道路，1965年，原位于布达拉宫前的两通石碑被移置此处，一通石碑是康熙帝“御制平定西藏碑”，记述康熙六十年（1721年）平定准噶尔叛乱之经过，迁至该公园大门右侧；另一通石碑是乾隆帝“御制十全记碑”，记述乾隆五十七年（1792年）派大将军福康安率军进入西藏驱逐廓尔喀入侵者之经过，迁至该公园大门左侧。这两座石碑已于1990年迁回布达拉方城南门外。
宗角禄康辟为封闭式公园后，曾设有一座游乐场，虽然其中的游乐设施很少，但因拉萨市当时没有专门的游乐园，故该游乐场仍然很受儿童欢迎。布达拉宫广场上的游乐设施因广场扩建而拆除后，宗角禄康中的游乐场便成为拉萨市唯一的儿童游乐场。宗角禄康的游乐设施从最初简单的运动器械发展到碰碰车、太空飞船、赛车、疯狂老鼠、海盗船等等。这些游乐设施陪伴拉萨市的孩子们度过了美好的童年。后来，宗角禄康的游乐设施被全部迁至金星游乐园，宗角禄康内不再设游乐设施。
宗角禄康曾经名为“解放公园”，上述两座石碑便放在解放公园内。现在该公园名为“宗角禄康公园”。如今，宗角禄康已经改为一座开放式公园，是拉萨市民每天进行晨练和休闲的场所，也是距离布达拉宫最近的转经场所。

## 景观

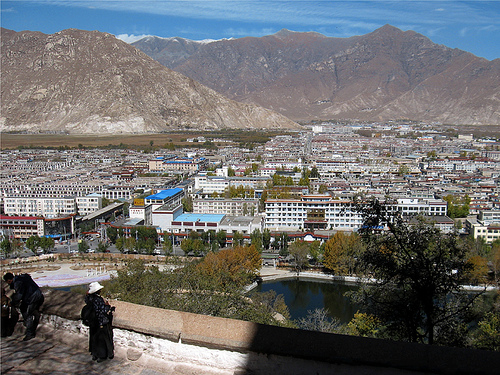
从布达拉宫向北鸟瞰。右下方的湖面即宗角禄康公园

措吉吉湖是宗角禄康公园内的主要湖泊，是一座人工湖。其水原来由地下渗出，水位稳定，除下雨天水位上涨之外，其余时间水深一般在1.5米左右。后来，该湖湖水改由人工放水。

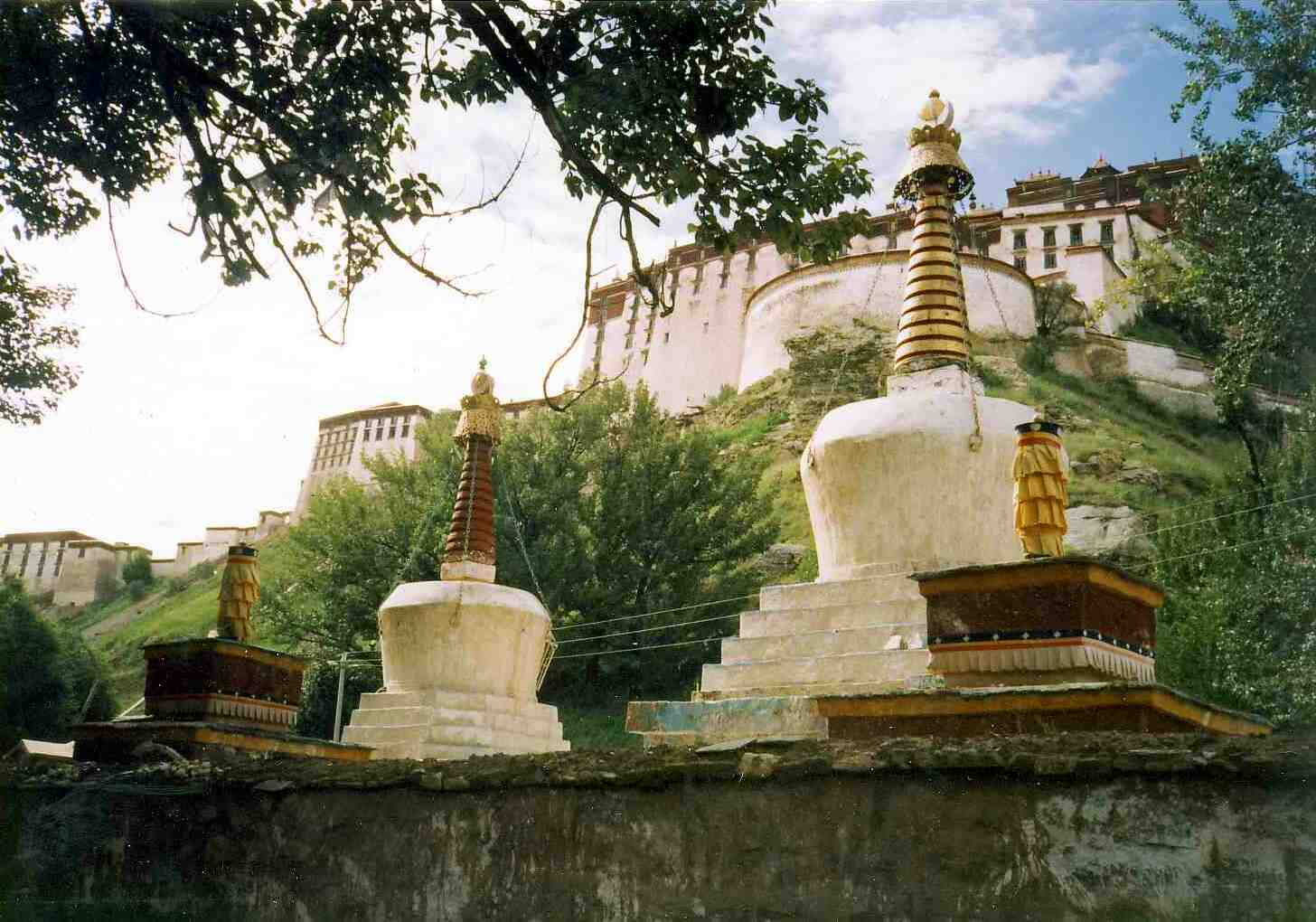
伏魔塔

距湖不远处，有柳树林，数十棵拥有数百年树龄的粗壮的柳树或侧歪，或盘曲，姿态各不相同。据说，这种柳树学名为“康定柳”。
2006年，拉萨市人民政府对宗角禄康公园重新规划及整治，在保持原有风貌的基础上，将公园划分为民俗活动区、生态水景区、龙潭胜迹区、亲水活动区、文化活动区等五个景区。改造后的宗角禄康公园南侧古树林中，设有一条寓意为“林中哈达”的砾石路，路上置有自然荒石以及条形石桌，成为游人休闲、交谈之所。
公园西南角为民俗活动区，六角亭是制高点，其四周将开辟顺时针方向的圆形广场，自圆形广场透过树丛可见一片开阔的缓坡及另一座圆形亲水广场，广场通过木制拱桥同对面缓坡草坪中的路相连接。广场旁边有一高30米的柱状喷泉，成为景区的景观制高点。景区东北角树林中规划有圆形林间广场。
伏魔塔是三座白色的佛塔，位于宗角禄康公园的东部，布达拉宫的后面。三座白塔前面是一排转经筒。从查果嘎林向北，沿着布达拉宫的西侧宫墙行走，旋转着墙边无数个转经筒，也能到达这里。伏魔塔是1990年代重建的。

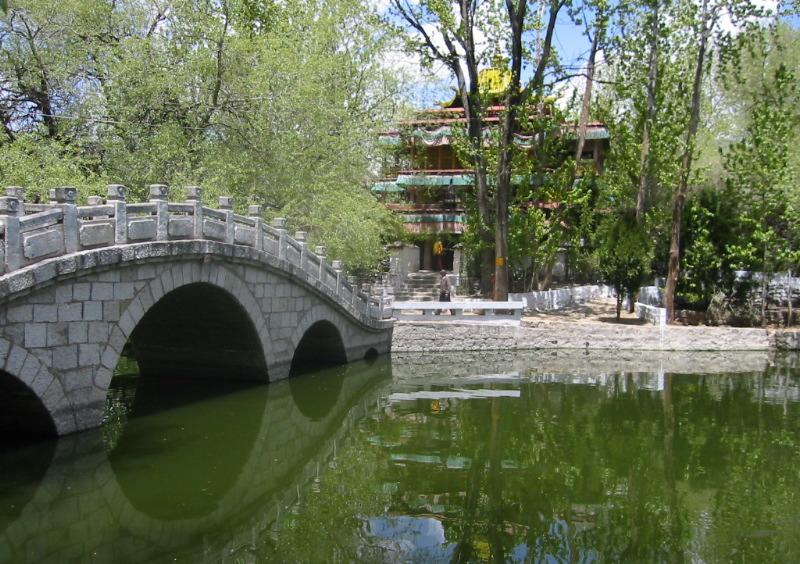
禄康及其南侧的石桥
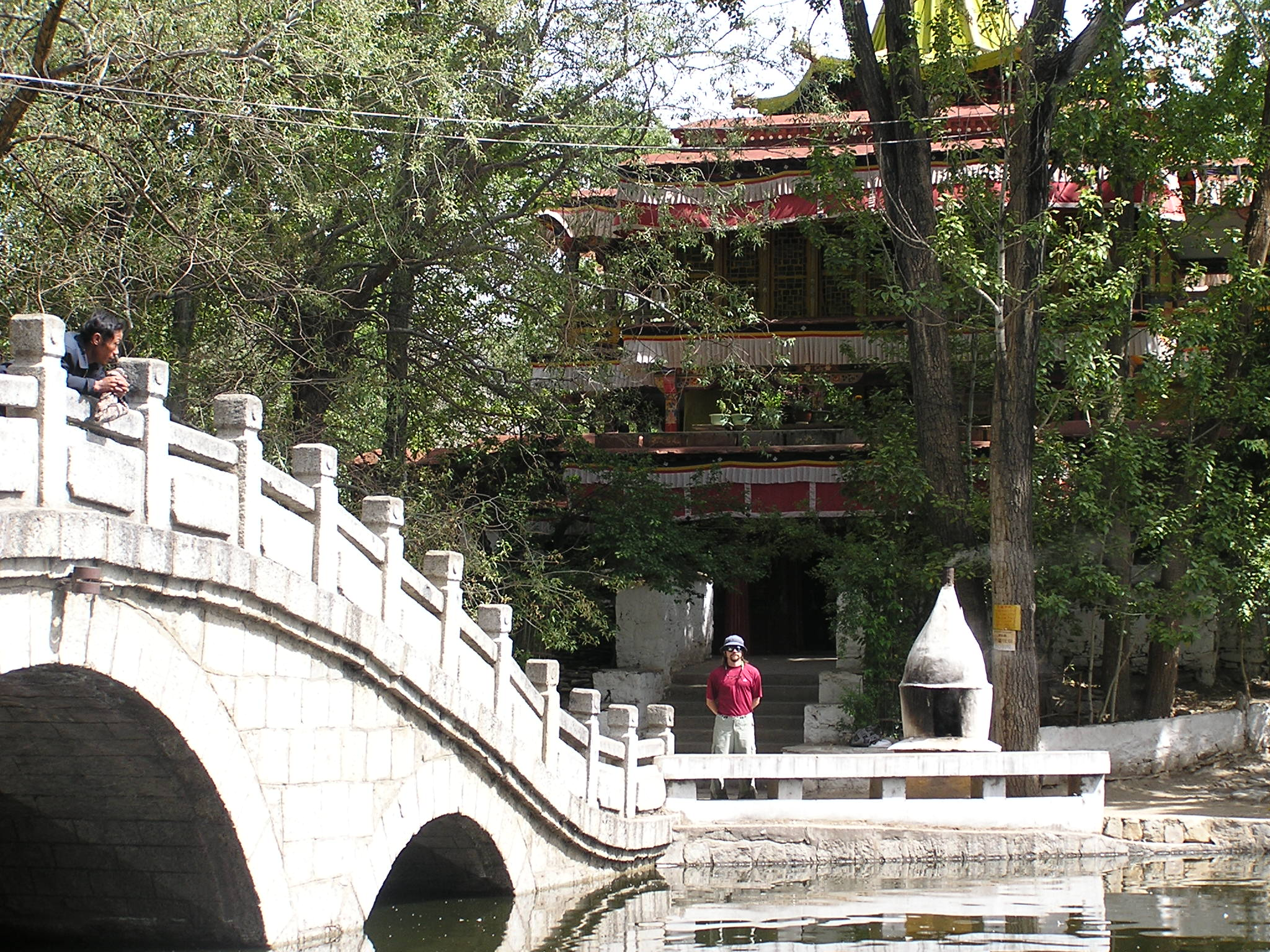
禄康及其南侧的石桥
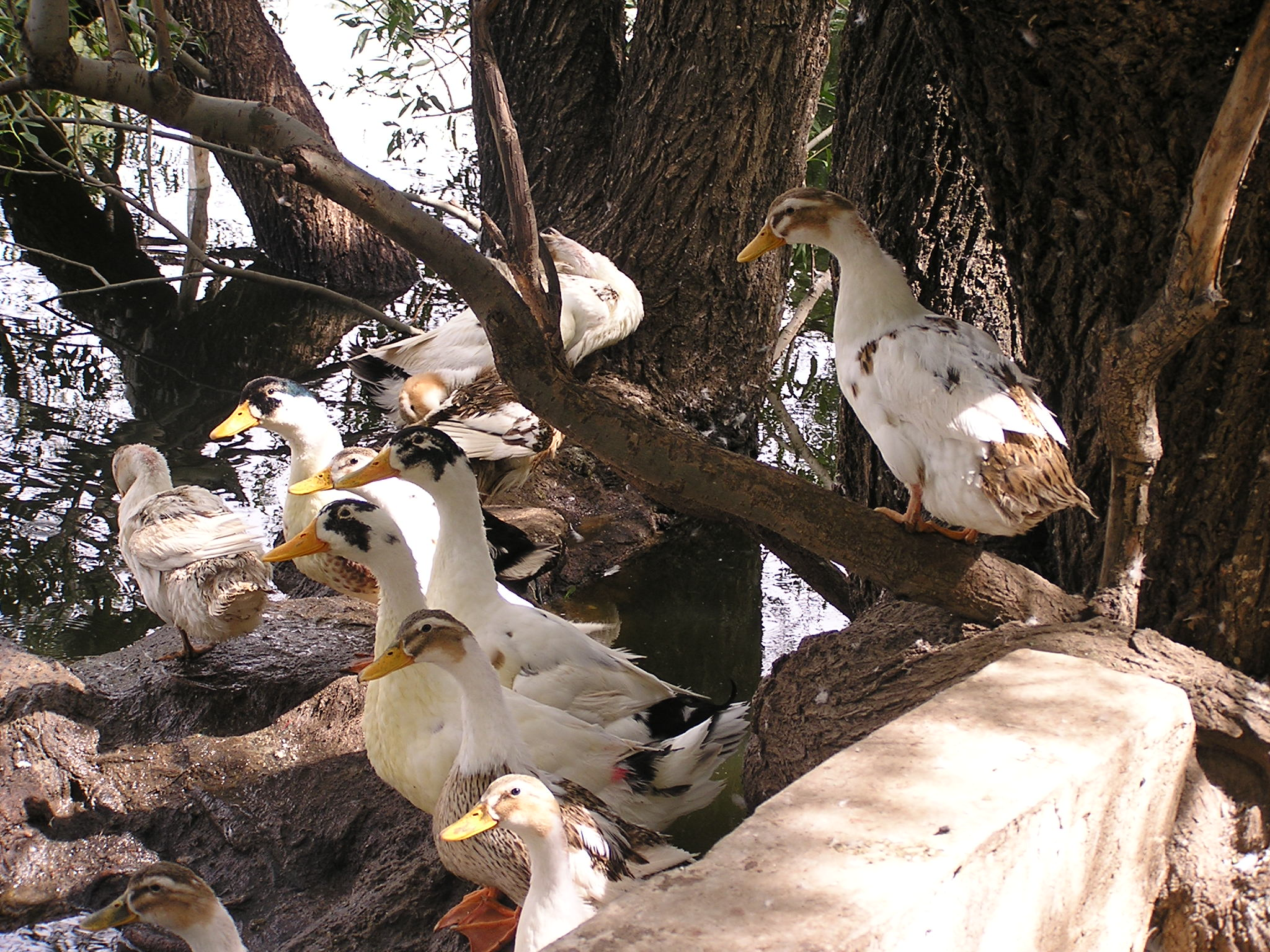
宗角禄康的动物
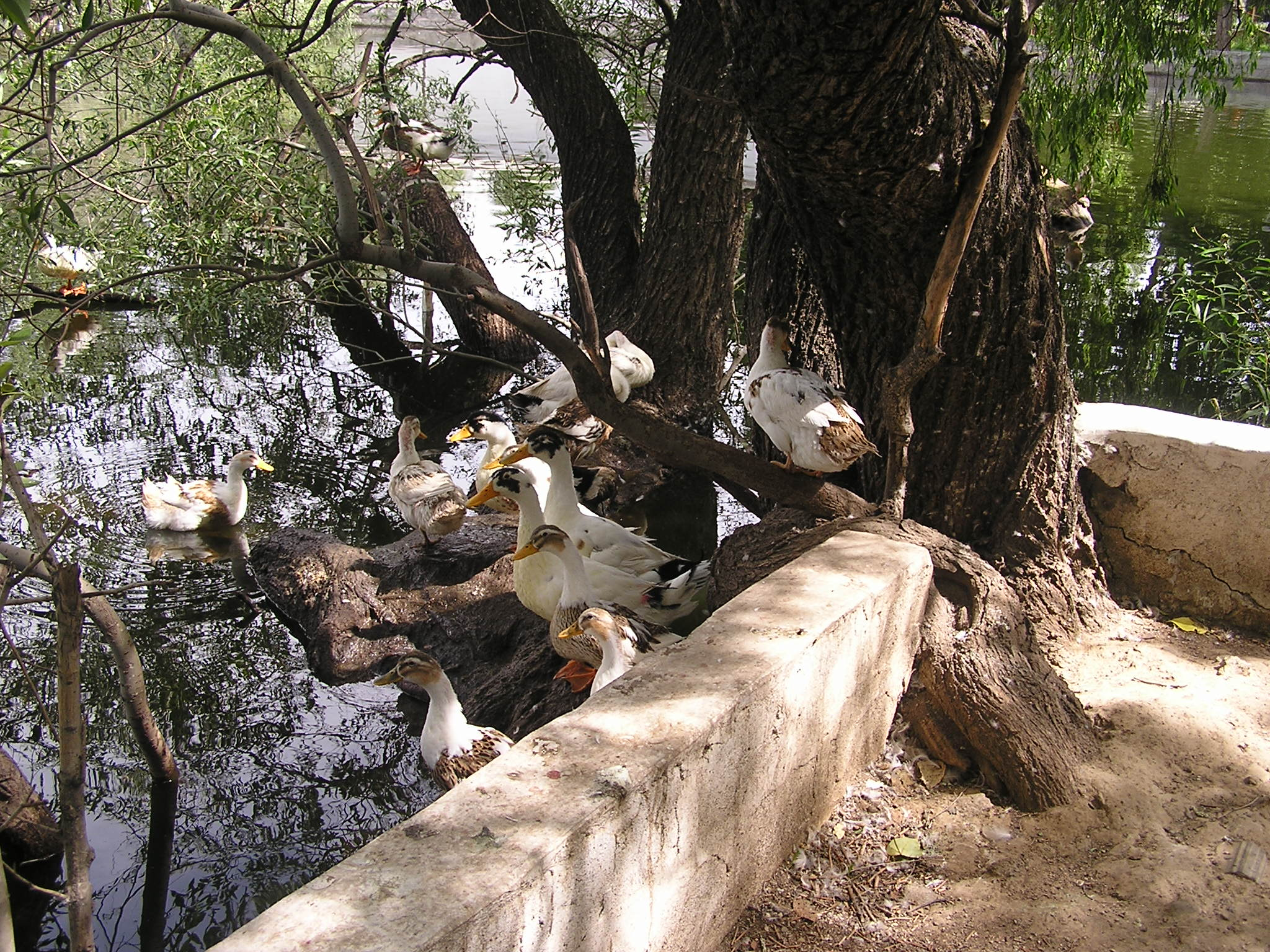
宗角禄康的动物
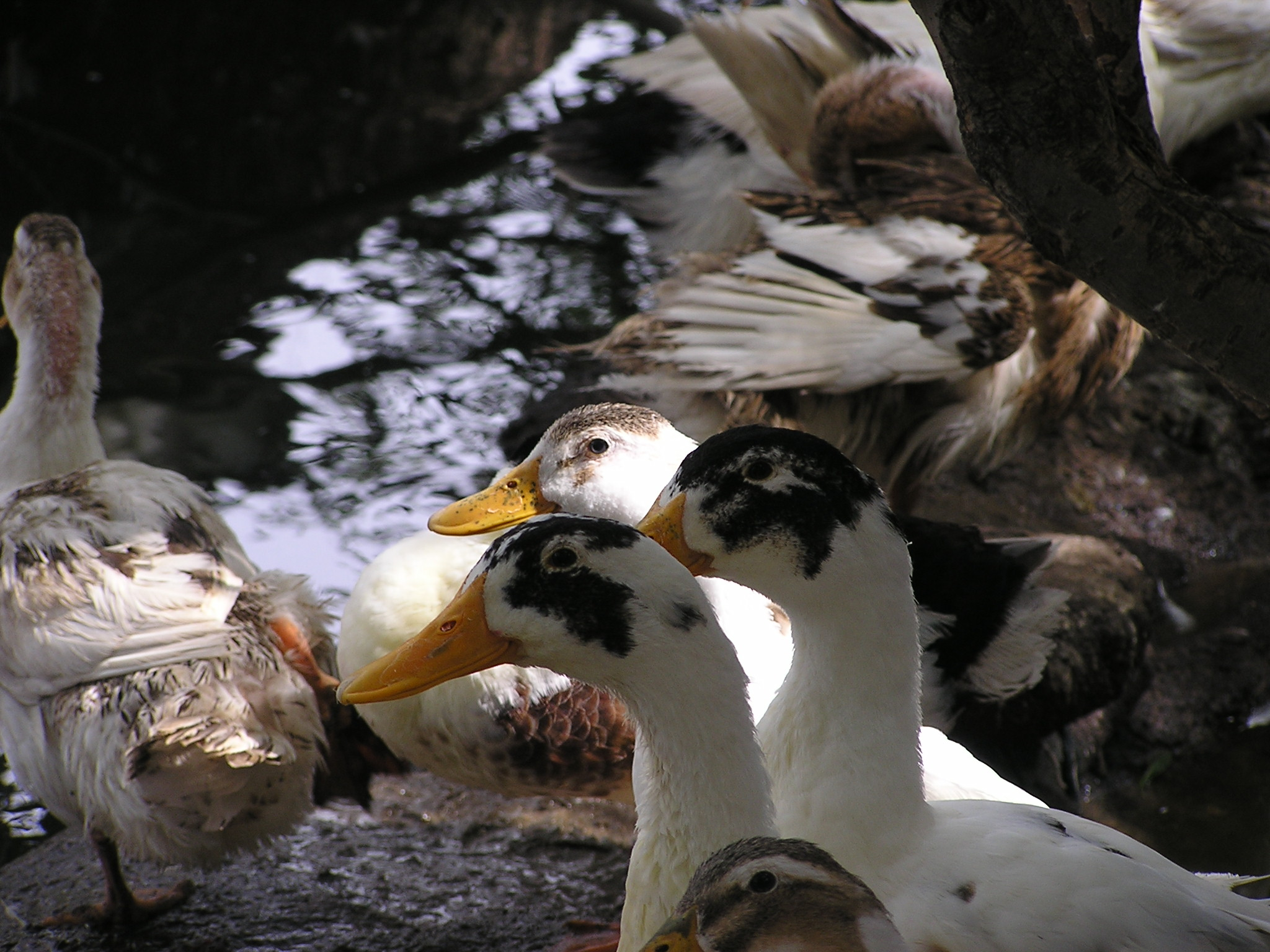
宗角禄康的动物
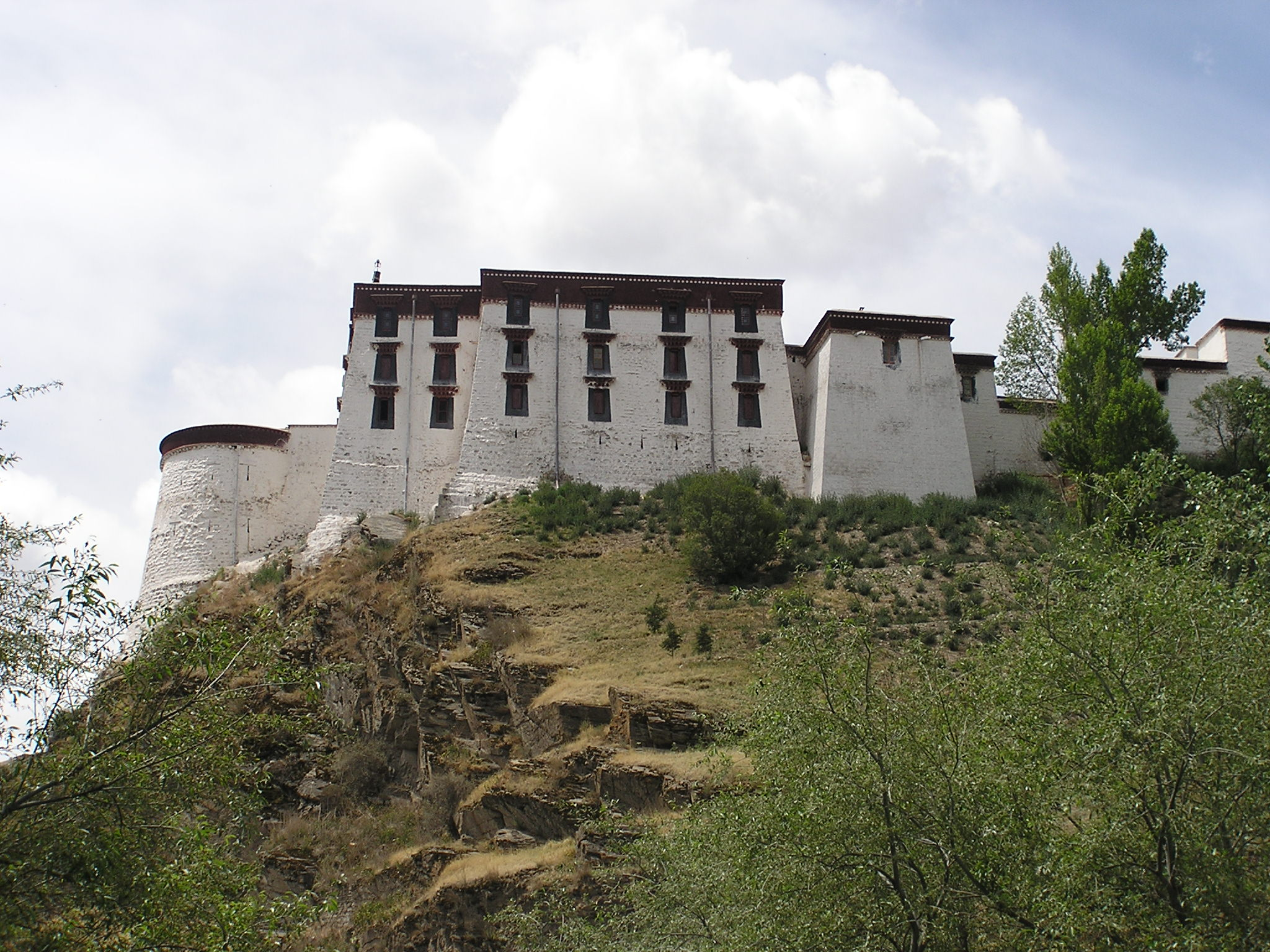
从宗角禄康南望布达拉宫
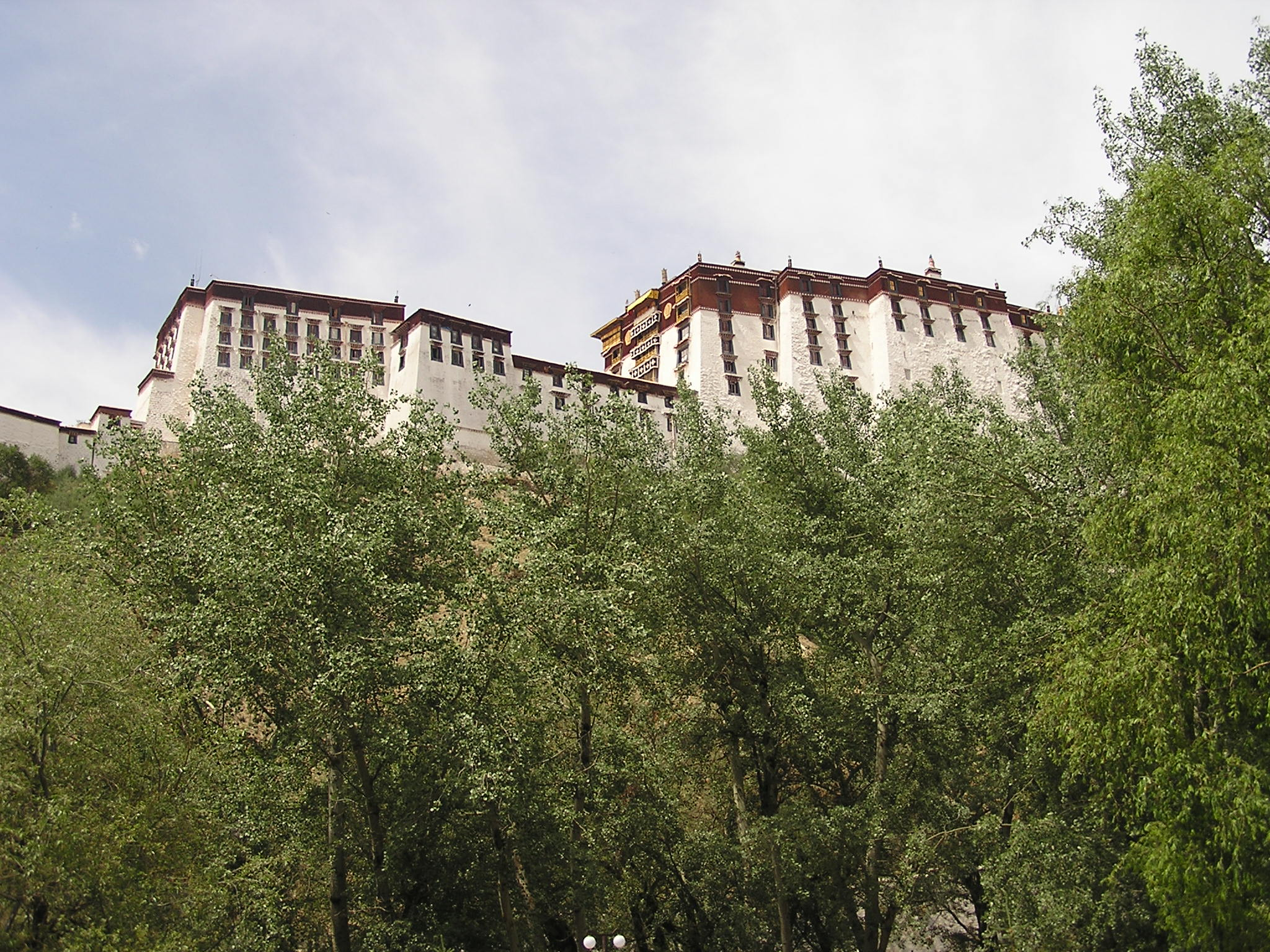
从宗角禄康南望布达拉宫
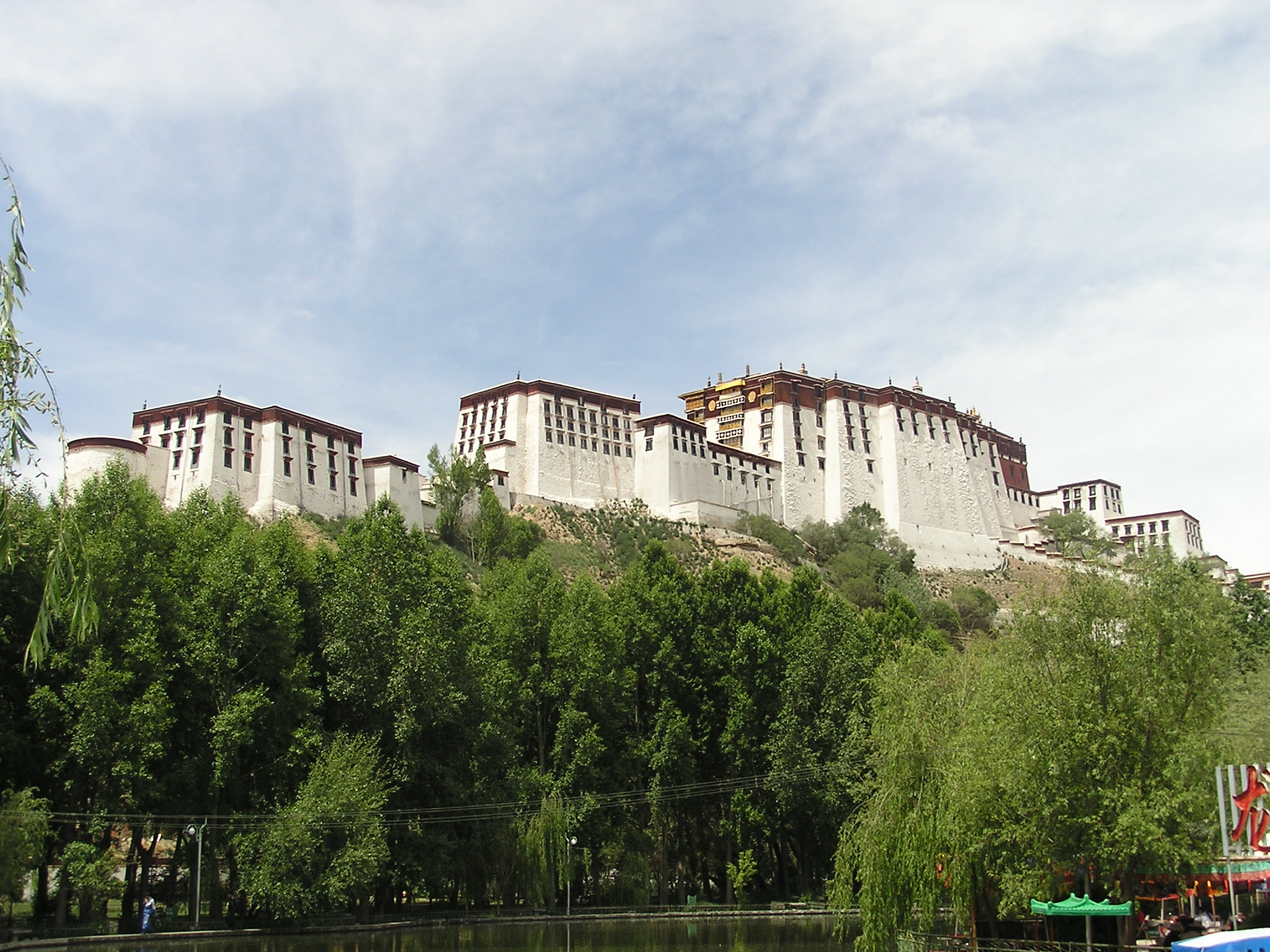
从宗角禄康南望布达拉宫